# Monique Miller
Monique Miller, née Marie Cécile Monique Tefner dite Miller le 9 décembre 1933 à Montréal, est une actrice québécoise.

## Biographie
Monique Miller est la sœur de Louise Rémy. Leur père, Arthur-Pierre Tefner dit Miller (1898-1975), époux de Noëlla Villeneuve (1892-1977), était radio électricien. Elle épousa François Gascon (régisseur de télévision), le frère de Jean Gascon et Gabriel Gascon.
Elle a été l'épouse de Claude Léveillée.

## Filmographie

### Cinéma
- 1953 : Tit-Coq : Marie-Ange
- 1959 : L'Immigré
- 1960 : Nomades
- 1962 : Comme tu me veux
- 1965 : La neige a fondu sur la Manicouagan : Monique
- 1974 : Monsieur John Grierson : Narratrice (voix)
- 1975 : Pour le meilleur et pour le pire : Hélène
- 1979 : Mourir à tue-tête : La réalisatrice
- 1980 : La Bien-aimée (The Beloved)
- 1988 : Gaspard et fil$
- 1989 : Jésus de Montréal : Agent
- 1991 : Le Complexe d'Édith
- 2005 : Saints-Martyrs-des-Damnés : Malvina

### Télévision
- 1955 - 1956 : Je me souviens (série télévisée)
- 1955 - 1958 : Cap-aux-sorciers (série télévisée) : Fabienne Vigneau
- 1958 : Je vous ai tant aimé (série télévisée) : Frisette Deschamps
- 1959 - 1961 : En haut de la pente douce (série télévisée) : Louise Bardou
- 1961 : Kanawio (série télévisée) : Wantonnis
- 1963 : Les Trois sœurs (TV)
- 1963 - 1966 : Ti-Jean caribou (série télévisée)
- 1963 - 1967 : Septième nord (série télévisée) : Yolande Hébert-Charron
- 1968 - 1969 : Les Martin (série télévisée) : Nicole Martin
- 1969 : Bilan (téléthéâtre)
- 1969 : Quelle famille! (TV) : Rollande Vézina
- 1970 : En pièces détachées (téléthéâtre) (téléthéâtre basé sur la pièce de Michel Tremblay) : Lucille
- 1970 : Une maison... un jour... (TV) : Catherine
- 1970 - 1978 : Les Berger (série télévisée) : Rachel Bonin
- 1976 : Du tac au tac (série télévisée) : Mireille Bergeron
- 1977 - 1978 : Le Pont (série télévisée) : Yvette Lemieux
- 1982 : Appelez-moi Stéphane (TV) : Jacqueline[2]
- 1982 : Vaut mieux en rire (série télévisée) : plusieurs rôles
- 1982 - 1987 : Peau de banane (série télévisée) : Madeleine Rousseau
- 1984 : Aéroport: Court-circuit (TV) : Annie Lefrançois
- 1985 : Manon (série télévisée)
- 1987 : Laurier (feuilleton TV) : Zoé Lafontaine
- 1989 : Tandem (série télévisée) : Blanche Saulnier-Scott
- 1990 : Jamais deux sans toi (série télévisée) : Décoratrice
- 1992 : Montréal P.Q. (série télévisée) : Madame Félix Brisebois
- 1993 : La Petite Vie (série télévisée) : Tante Henriette
- 1994 : Miséricorde (série télévisée) : Sœur Cécile
- 2001 - 2004 : Emma (série télévisée) : Fleur-Ange Fisher
- 2005 - 2012 : La Promesse (série télévisée) : Charlotte Daveluy
- 2006 : Casino (série télévisée) : Sœur Marie-Joseph
- 2010 : Les Boys (série télévisée) : Thérèse Morin
- 2010 : Ni plus ni moi (série télévisée) : Estelle Vasse
- 2010 : Tout sur moi (série télévisée) : Son propre rôle (saison 4 épisode 2)
- 2014 : Mensonges : Françoise Leclerc
- 2014 : O' (série télévisée) : Aline Trempe
- 2016 : Connexion en cours (websérie)

## Théâtre
Plus de 80 pièces...
- 1951: De l'autre côté du mur de Marcel Dubé (Mise en scène: Robert Rivard)[3]
- 1951: Marianne dans L’Avare de Molière, Théâtre du Nouveau Monde
- 1964-1965: Chimène dans Le Cid de Corneille[4]
- 1967 et 1976-1977: Élise Lacroix dans Pygmalion[5] de George Bernard Shaw (Mise en scène: Jean-Louis Roux)
- 1968-1969: Viola dans La Nuit des rois de William Shakespeare [6] (Mise en scène: Jean-Louis Roux)
- 1968-1969: Elmire dans Le Tartuffe de Molière (Mise en scène: Jean-Louis Roux)[7]
- 1980-1981: Laurette dans Les Voisins (Mise en scène de Louis Saia)[8]
- 1982 : Appelez-moi Stéphane : Jacqueline[2]
- 1973-1975: Yerma dans Yerma de Federico García Lorca (Mise en scène: Olivier Reichenbach)
- 1993: Béatrice dans Vu du pont de Arthur Miller (Mise en scène: Serge Denoncourt)[9]
- 1993: Andromaque, (Mise en scène:  Lorraine Pintal, Théâtre du Nouveau Monde)
- 1999: Lioubov dans La Cerisaie (Anton Tchekhov), (Mise en scène: Serge Denoncourt), Théâtre du Nouveau Monde.
- 2003: Les Manuscrits du déluge, Théâtre du Nouveau Monde
- 2014: Albertine, en cinq temps de Michel Tremblay, Théâtre du Nouveau Monde
- 2018: La Vieille dans Les chaises d’Ionesco, Théâtre du Nouveau Monde
- 2024: Les Voix Humaines, Espace Libre

## Doublage
- 1967 Le Grand Chaparral (The High Chaparral) : Victoria Cannon
- 1967 - 1970 : L'Araignée : voix de Betty Brant
- 1968 : Les Super-VIPS (Vip - Mio fratello superuomo) : Happy Betty
- 1971: Les Pierrafeu (The Flintstone) (1960 - 1966 ) : voix de Bertha Laroche  (Au Canada, elle est diffusée à partir du 17 septembre 1971 à la Télévision de Radio-Canada
- 1982 : Chez Porky (Porky's) : Chaton Fourre-Tout
- 1986 : Les Lavigueur déménagent (Flodder) : la voisine

Source : Doublage Québec

## Distinctions
- 2001 - Officier de l'Ordre du Canada[11]
- 2011 - Grande Officière de l'Ordre national du Québec[12]